# 特奥多尔·瑙曼
特奥多尔·瑙曼（瑞典語：Theodor Nauman，1885年12月7日—1947年2月6日），瑞典男子水球运动员。他曾代表瑞典参加1920年和1924年夏季奥林匹克运动会水球比赛，其中1924年奥运会获得一枚铜牌。